# Jordi Ballester i Gibert
Jordi Ballester i Gibert   (Terrassa, 1963 - 23 de juliol de 2023) fou un musicòleg i professor del Departament d'Art i Musicologia de la Universitat Autònoma de Barcelona. Llicenciat en Filosofia i Lletres i doctor en Història de l'Art per la Universitat Autònoma de Barcelona. Les seves línies de recerca se centren en la musicologia històrica, especialment en aspectes relacionats amb la iconografia musical i l'organologia medieval.
Entre els anys 1991 i 2001 va ser director del Conservatori de Terrassa, període en el qual va impulsar una reforma integral del centre per tal d'adaptar-lo a la LOGSE, van ser els inicis d'una orquestra simfònica, de diversos grups instrumentals i del disseny d'un nou edifici per al conservatori.
L'any 1995 va guanyar el premi d'Investigació Musical Emili Pujol que atorga l'Institut d'Estudis Ilerdencs de la Diputació de Lleida.
Va ser membre del grup de recerca Música, patrimoni i societat del CSIC i president de la Societat Catalana de Musicologia.
Col·laborà periòdicament amb el programa de ràdio El taller del lutier, de Catalunya Música, parlant de temes relacionats amb la iconografia musical.